# Multifunctional Transport Satellite

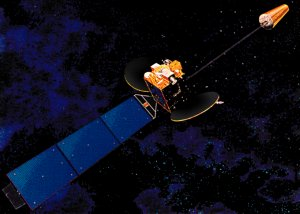
O MTSAT-1 ou Himawari 6

Multifunctional Transport Satellites (MTSAT) é a denominação de um conjunto de satélites meteorológicos e de controle de voo geoestacionários do Japão, operados pelo Ministério de terras, infraestrutura, transporte e turismo (MLIT) e pela Agência Meteorológica do Japão (JMA).
Esses satélites cobrem o hemisfério centrado em 140° Leste; o que inclui Japão e Austrália que são os principais usuários das imagens fornecidas pelo MTSAT. Eles substituem o satélite GMS-5, também conhecido como Himawari 5 ("ひまわり" ou flor do Sol). Eles podem fornecer imagens em cinco diferentes bandas do espectro ótico visível — e quatro do espectro infravermelho, incluindo o canal de vapor de água. A câmera de luz visível tem uma resolução de 1 km; as de infravermelho, tem resolução de 4 km (a resolução é menor a medida que se afasta do seu "equador" a 140° Leste). A espaçonave tem uma vida útil planejada de cinco anos.

## Os satélites
- MTSAT-1 fabricado pela Space Systems/Loral, sofreu uma falha no lançamento em 15 de Novembro de 1999. Para solucionar essa pendência o Japão alugou o satélite GOES 9 aos Estados Unidos, e este foi reposicionado a 145° Leste.[1]
- MTSAT-1R fabricado pela Space Systems/Loral, também conhecido como Himawari 6, foi lançado com sucesso em 26 de Fevereiro de 2005 e ficou parcialmente operacional em 28 de Junho do mesmo ano. Os instrumento de controle de voo não funcionaram a contento. Mesmo assim, foi possível descontinuar o uso do satélite GOES 9.
- MTSAT-2 fabricado pela Mitsubishi, também conhecido como Himawari 7, foi lançado com sucesso em 18 de Fevereiro de 2006 e posicionado a 145° Leste. As suas funções meteorológicas foram suspensas para economizar energia até o fim da vida útil do MTSAT-1R. As funções de controle de voo e comunicações do MTSAT-2 foram utilizadas antes disso.

Em 5 de Novembro de 2007, a JMA anunciou um mal funcionamento do sistema da controle de atitude do MTSAT-2. O controle de atitude foi restaurado em 7 de Novembro de 2007 e a espaçonave voltou a operar normalmente.

## Estações terrenas
Estações em terra para monitorar, rastrear e adquirir dados estão localizadas em Kobe e Hitachiota no Japão.